# تسورومی، اوساکا
بخش تسورومی (به لاتین: Tsurumi-ku) یک منطقهٔ مسکونی در ژاپن است که در اوساکا واقع شده‌است. بخش تسورومی ۸٫۱۶ کیلومتر مربع مساحت و ۱۱۱٬۸۳۲ نفر جمعیت دارد.